# Minato (Tokyo)
Pour les articles homonymes, voir Minato-ku.
Minato (港区, Minato-ku), signifiant « port » en français, est l'un des vingt-trois arrondissements spéciaux (区, ku) formant Tokyo, au Japon. L'arrondissement a été fondé le 15 mars 1947 par la fusion des arrondissements d'Akasaka, Azabu et Shiba. La population de l'arrondissement est de 232 786 habitants pour une superficie de 20,34 km2 (2013).
Minato concentre 49 représentations diplomatiques dont l'ambassade de France, celle du Canada et la délégation générale du Québec. Il inclut également le siège de certaines grandes compagnies et industries telles que Honda, Mitsubishi Heavy Industries, Ltd., Mitsubishi Motors Corporation, NEC, Sony, Fujitsu et Toshiba.

## Géographie
Minato est situé au sud du Kōkyo (palais impérial de Tokyo). L'arrondissement est limitrophe des arrondissements de Shinagawa, Shibuya, Shinjuku, Chiyoda et Chūō.

## Économie
Les compagnies ayant pris place à Minato incluent Air Nippon, All Nippon Airways (ANA),, ANA & JP Express, All Nippon Airways Trading, Animax, Asmik Ace Entertainment, Daicel, Dentsu, Euglena (entreprise), Fujifilm, Fuji Xerox, Fujitsu, Japan Tobacco, Kajima, Konami, Kyodo News, Mitsubishi Motors, Mitsui Chemicals, Mitsui O.S.K. Lines, Mitsui Oil Exploration Company, NEC, Nippon Cargo Airlines, NYK Line, Pizza-La, The Pokémon Company, Sega Sammy Holdings, Sigma Seven, Sony, Toraya Confectionery, Toyo Suisan (qui dirige la branche Maruchan), TV Tokyo et WOWOW.

## Monuments et points remarquables
- Tour de Tokyo
- Tokyo One Piece Tower
- Temple Zōjō-ji
- Ambassade de France au Japon
- Musée Nezu
- Shiba Tōshō-gū, sanctuaire shinto.

## Quartiers
- Aoyama
- Akasaka
- Azabu
- Hamamatsucho
- Odaiba
- Shinbashi
- Shiodome
- Roppongi
- Toranomon